# 콜라 (도시)

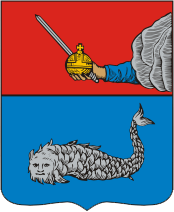
시 문장

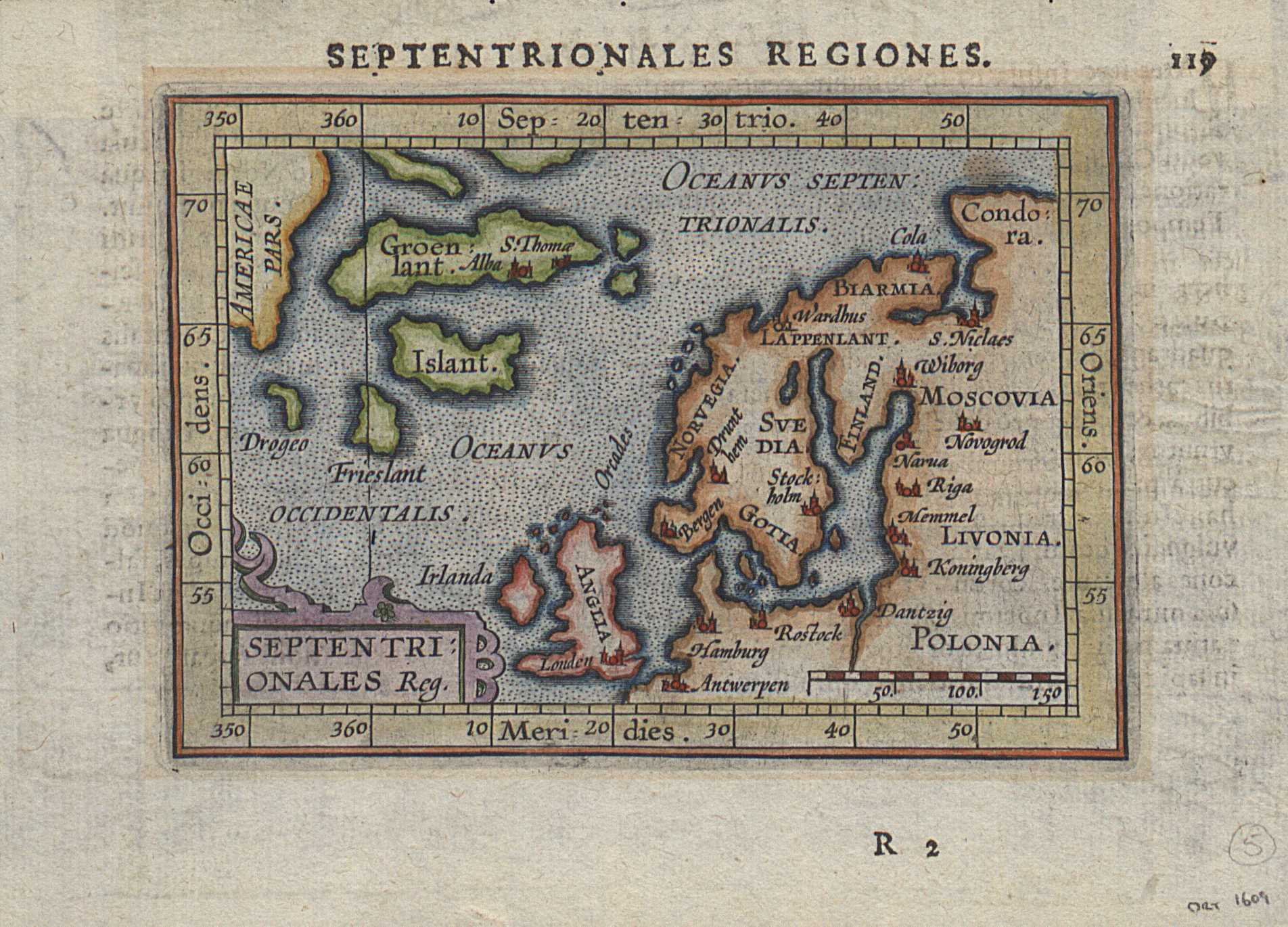
1601년 네덜란드에서 작성된 북유럽 지도에 표시된 콜라

콜라(러시아어: Поля́рный, 북부 사미어: Guoládat, 스콜트 사미어: Kuâlõk)는 러시아 무르만스크주와 콜라반도에 위치한 도시로, 콜라 강과 툴로마 강이 합류하는 지점에 위치하며 인구는 11,060명(2002년 기준)이다. 1264년 문헌에 처음으로 등장했으며 콜라반도에서 가장 오랜 역사를 자랑하는 도시이다. 어원은 사미어로 '생선이 풍부한 땅'이다.